# Skanstull (metropolitana di Stoccolma)
Skanstull è una stazione della metropolitana di Stoccolma.
È collocata all'interno della circoscrizione di Södermalm, a sud del centro cittadino.
La stazione è situata sul percorso della linea verde della rete metroviaria locale, compresa tra le fermate Medborgarplatsen e Gullmarsplan.
Skanstull aprì ufficialmente il 1º ottobre 1933 con il nome di Ringvägen, ed era all'epoca utilizzata da una linea ferroviaria sotterranea. L'attuale denominazione e la conversione al servizio di metropolitana divennero effettive dal 1º ottobre 1950, giorno in cui venne inaugurato il tratto fra Slussen e Hökarängen. Il 26 gennaio 1995 all'interno della stazione si sviluppò un incendio, il quale provocò il ferimento di 14 persone.
Vi sono due distinte biglietterie, così come sono due gli accessi: uno è all'incrocio fra le strade Götgatan e Ringvägen, l'altro è sulla via Allhelgonagatan e fu aperto nel 1957. La piattaforma si trova ad una profondità di circa 5 metri sotto il livello del suolo. La costruzione fu affidata agli architetti Holger Blom e Gunnar Lené mentre nel 1980 l'artista Gunnar Söderström decorò la stazione dipingendo clown, i quali furono rimossi nel 2003 e nel 2005 dopo i lavori che hanno interessato la stazione: attualmente sono conservati presso il locale museo tramviario.
Oggi è indicativamente utilizzata da una media di 27.200 persone durante un normale giorno feriale.

## Tempi di percorrenza
| Linea | Capolinea       | Tempo  | Stazione                       | Tempo             |
| T17   | Åkeshov         | 28 min | Slussen Gamla stan T-Centralen | 3 min 4 min 8 min |
| T17   | Skarpnäck       | 14 min | Slussen Gamla stan T-Centralen | 3 min 4 min 8 min |
| T18   | Alvik           | 21 min | Slussen Gamla stan T-Centralen | 3 min 4 min 8 min |
| T18   | Farsta strand   | 19 min | Slussen Gamla stan T-Centralen | 3 min 4 min 8 min |
| T19   | Hässelby strand | 40 min | Slussen Gamla stan T-Centralen | 3 min 4 min 8 min |
| T19   | Hagsätra        | 18 min | Slussen Gamla stan T-Centralen | 3 min 4 min 8 min |